# Tony Wragge
(en) Statistiques sur pro-football-reference
Tony James Wragge (né le 14 août 1979 à Creighton) est un joueur américain de football américain.

## Enfance
Wragge étudie à la Bloomfield Community High School où il est nommé parmi un des meilleurs joueurs de l'État du Nebraska. Il est nommé meilleur joueur du nord-est du Nebraska.

## Carrière

### Université
Il entre ensuite à l'université d'État du Nouveau-Mexique où il est titulaire au poste d'offensive guard pendant trois saisons.

### Professionnel
Tony Wragge n'est sélectionné par aucune équipe lors du draft de la NFL de 2002. Il signe un peu plus tard comme agent libre non-drafté avec les Cardinals de l'Arizona. Pour sa première saison, il joue deux matchs dont un comme titulaire avant de disparaître des écrans en 2003 et d'intégrer l'équipe d'entrainement des Cardinals en 2004, et de ne plus réapparaître.
Après avoir été libéré, il change de terrain de jeux, signant avec l'équipe des Avengers de Los Angeles, évoluant en Arena Football League, principale ligue de football américain en salle ou Arena football. Il ne reste qu'une saison sur les terrains de l'AFL car il accepte une proposition des 49ers de San Francisco au milieu de la saison NFL 2005. En 2006, il revient en NFL après quatre saisons d'absence où il joue quatorze matchs dont quatre comme titulaire. En 2008, il est désigné offensive guard titulaire et joue dix matchs comme titulaire avec les 49ers mais perd sa place la saison suivante, relégué à un poste de remplaçant durant les saisons 2009 et 2010. Il est libéré le 3 septembre 2011.
Le 4 septembre 2011, il signe avec les Rams de Saint-Louis.